# Martin Seligman
Martin Seligman född 12 augusti 1942 i Albany, New York, är en amerikansk psykolog och författare, mest känd för att ha myntat begreppet "inlärd hjälplöshet", något han observerade genom plågsamma försök med hundar.